# BMW R57
De BMW R 57 is een motorfiets van het merk BMW.
De R 57 werd in 1928 gepresenteerd als opvolger van de R 47. Opvallend was dat de zijklepmotor van het zustermodel R 52 al dezelfde slag had gekregen als het gelijktijdig uitgebrachte 750cc model R 62, maar de R 57 had nog dezelfde motor (boring x slag = 68 x 68 mm) als zijn voorganger.
Net als bij de R 52 was de voorrem vergroot en werd er een transmissierem op de aandrijfas toegepast. De R 57 kreeg ook een grotere carburateur.
Aan het rijwielgedeelte was niet veel gewijzigd. De machine had nog een buisframe en een schommelvoorvork met bladvering. Wel was de voorrem 200mm groter dan die van zijn voorgangers. De achterrem was een transmissierem: een uitwendige rem op een trommel die op de aandrijfas zat.
Tot 1936 zou BMW geen 500cc modellen meer bouwen, waardoor de R 57 geen directe opvolger had. Het toeristische zustermodel van de R 57 was de R 52.

## Technische Gegevens
| Periode              | 1928-1929                               | 1928-1929                               | 1928-1929                               |
| Categorie            | sportmotor                              | sportmotor                              | sportmotor                              |
| Motor                | M 56                                    | M 56                                    | M 56                                    |
| Motortype            | kopklepmotor                            | kopklepmotor                            | kopklepmotor                            |
| Bouwwijze            | langsgeplaatste tweecilinder boxermotor | langsgeplaatste tweecilinder boxermotor | langsgeplaatste tweecilinder boxermotor |
| boring               | 68 mm                                   | 68 mm                                   | 68 mm                                   |
| slag                 | 68 mm                                   | 68 mm                                   | 68 mm                                   |
| Cilinderinhoud       | 494 cc                                  | 494 cc                                  | 494 cc                                  |
| Compressieverhouding | 5,8 : 1                                 | 5,8 : 1                                 | 5,8 : 1                                 |
| Max. Vermogen        | 13 kW / 18 pk bij 4.000 tpm             |                                         |                                         |
| Topsnelheid          | onbekend                                | onbekend                                | onbekend                                |
| Aandrijving          | As                                      | As                                      | As                                      |
| Rijwielgedeelte      | dubbel wiegframe type F 56              | dubbel wiegframe type F 56              | dubbel wiegframe type F 56              |
| Drooggewicht         | 150 kg                                  | 150 kg                                  | 150 kg                                  |
| Max. totaalgewicht   | 210 kg                                  | 210 kg                                  | 210 kg                                  |
| Tankinhoud           | 12,5 ltr                                | 12,5 ltr                                | 12,5 ltr                                |
| Voorganger           | R 47                                    | R 47                                    | R 47                                    |
| Opvolger             | geen                                    | geen                                    | geen                                    |